# Shinji Nakano (ciclista)
Shinji Nakano (中野慎詞?, Nakano Shinji; Hanamaki, 14 febbraio 1998) è un pistard giapponese.

## Palmarès

### Pista
- 2017

Campionati asiatici, Velocità a squadre Junior (con Keita Yamane e Kaito Kajihara)
- 2021

2ª prova Coppa delle Nazioni 2021, Velocità a squadre (Hong Kong, con Tomohiro Fukaya e Yuta Obara)
- 2022

Campionati giapponesi, Keirin
Campionati giapponesi, Velocità a squadre (con Yuta Obara e Yoshitaku Nagasako)
- 2023

2ª prova Coppa delle Nazioni 2023, Keirin (Il Cairo)

## Piazzamenti

### Competizioni mondiali
- Campionati del mondo su pista

Montichiari 2017 - Velocità a squadre Junior: 8º
Glasgow 2023 - Keirin: 3º